# Caenis macafferti
Caenis macafferti är en dagsländeart som beskrevs av Provonsha 1990. Caenis macafferti ingår i släktet Caenis och familjen slamdagsländor. Inga underarter finns listade i Catalogue of Life.